# クインティ
『クインティ』 (Quinty) は、日本で1989年6月27日にナムコより発売されたファミリーコンピュータ用のアクションパズル。「ナムコット ファミリーコンピュータゲームシリーズ」第60弾。北米では『Mendel Palace』の名称で翌年10月にハドソンUSAより発売された。
主人公のカートンおよびパートンを操作し、3人の兄と妹のクインティに攫われた恋人のジェニーを救出する事を目的としたゲーム。ステージ毎に5×7に敷き詰められたパネルをめくって敵に攻撃するシステムとなっている。
開発はゲームフリークおよびKIDが行い、プロデュースおよびディレクター、ゲーム・デザインを田尻智が担当、音楽は増田順一、キャラクター・デザインは杉森建が担当している。
長らく他機種への移植版が存在しない状態であったが、2014年にWii U用ソフトとしてバーチャルコンソールにて配信されたほか、2020年6月18日発売のNintendo Switch用ソフト『ナムコットコレクション』にも収録された。

## 概要
後に『ポケットモンスター』（1996年）を製作するゲームクリエイター集団「ゲームフリーク」の処女作。「新しいアクションゲームとは、新たな動詞を考えること」という田尻の思想のもと、「めくる」という新たなアクションをベースに、簡単なシステムと操作で駆け引き、戦術、収集、発見、協力、対戦など様々なタイプの要素を詰め込むことに成功したアクションゲーム。
製作は開発機材の自作からスタートし、数々の苦難を経て3年の月日をかけて完成した、ファミリーコンピュータ用ゲーム史上初めて商業発売されたインディーゲームである。なお、ゲームフリークはファミリーベーシックを使用して独自にファミリーコンピュータを解析し、自作でカートリッジを製作するなど、本作を限りなく完成に近い状態でナムコに持ち込んだため、ナムコは本作の制作には関わっていない（製品化にあたり、ナムコの要請で多少手直しを加えてはいるが、その実作業はゲームフリークと、当時ナムコの下請けをしていたKIDが共同で行った）。
CPUがランダムではなくAIで動くなど当時としては画期的な仕様も見られ、敵キャラクターの斜めの動きなどファミコンのアクションゲームとしては高度な挙動もある。また、太った目の細いキャラクターなど後のゲームフリーク作品の定番となるキャラクターデザインも見受けられる。
また、ナムコに企画が持ち込まれたのは田尻がナムコのゲームを好んでいたためである。
ゲームフリークが設立30周年を記念した公式動画で増田順一が回答したところによると、当時6、7人で製作したという。また、BGMは『マッピー』を参考にしたという。

## ゲーム内容

### システム
面クリア型の固定画面型アクションゲームである。
各ステージのフィールドにはパネルが5×7に敷き詰められており、プレイヤーはパネルをめくることで敵キャラクターを弾き飛ばし、壁（外壁および同様の働きのあるパネル）にぶつけて倒す。敵キャラクターを全て倒せばクリアとなる。パネルはステージにより2層～7層構造になっている。パネルには特殊効果を持つ物があり（後述）、それらを駆使してクリアを目指す。
2人プレイのときは、ステージ選択でそれぞれのプレイヤーが別々のステージを選ぶと1P・2P交代プレイに、2人が同じステージを選ぶと同時プレイとなる（主人公の名前は1Pが「カートン」、2Pが「パートン」）。1人プレイもしくは交代プレイの際はミスをするとステージの最初からやり直しになるが、2P同時プレイの場合は片方がミスをしてもゲームは中断されず、ミスをしたプレイヤーも残機があれば即座に復活する。また、同時プレイの場合は片方のプレイヤーがもう片方のプレイヤーを敵のようにパネルで弾き飛ばすことができ、飛距離は短いものの、吹き飛んでいる最中のプレイヤーは後述のアタックパネルを踏んだ時と同様の状態（一時的に無敵のまま敵を倒せる、アイテムパネルの得点・効果が2倍）になる。

### パネルの種類
各ステージのフィールドにはパネルが敷き詰められており、初期状態で配置されているか、プレイヤーがパネルをめくることで表に現れる。アイテムパネルは、プレイヤーがその中心を通過することで入手できる。
通常パネル
何も無いパネル。面によってデザインが異なる。アイテムパネルが効果を発揮した後は通常パネルになる。

#### アイテムパネル
スターパネル
星の絵柄。100pts。100枚集めるとプレイヤーキャラクターが1人増え、1段階プレイヤーキャラクターの移動スピードが速くなる。各ラウンドの最後の1枚となったスターパネルは点滅するようになる。これを取るとスター10枚と10,000pts。
ルーレットパネル
短い周期で次々と絵柄が変化する。中心を通過した時の絵柄の効果が表れる。絵柄は以下の通り。
- STARS - スターパネル10枚分。点滅スターパネルと違い点数は1,000pts。表面でのみ出現する。
- 1UP - プレイヤーが1機増える。
- 10000 - ブドウの絵柄。10,000pts。
- 1000 - イチゴの絵柄。1,000pts。裏面でのみ出現する(STARSの代わり)。
- 10 - サクランボの絵柄。10pts。ハズレパネルである。

タイムパネル
砂時計の絵柄。制限時間を5秒延長する。2,000pts。
サンパネル
太陽の絵柄。取ると、そのパネルを除いた全てのパネルが1枚ずつめくられる。たいていの敵は一気に倒すことが出来る。5,000pts。
クロスパネル
ピンクの弧が十字に配置されている絵柄。取ると、そのパネルを中心に上下左右のパネルがめくられる。1,000pts。
クロック&タイムパネル
クロスパネルに似た絵柄だが、ピンク色は1方向のみで、2～3秒ごとに時計回りに向きが変わる。パネルを取った時点でピンクの弧の向いている方向にパネルがめくられる。1,500pts。ほとんどの場合、ミミーや緑ジャンパーなどの動かない場合がある敵のラウンドに配置されている。
ムーンパネル
月の絵柄。フィールドが真っ暗になり、取った時点でフィールドに現れている通常パネルがスターパネルに置き換わる。ただし、プレイヤーキャラクター、敵キャラクター、特殊パネル（元々のスターパネルも含む）は明るいままである。3,000pts。
サンパネルを取ると、フィールドに明かりが戻り、ムーンパネルによって出現したスターパネルは消失する。
そのラウンドの点滅スターパネルを取った後にムーンパネルでスターパネルを稼ぐとハイスコアを狙える。点滅スターパネルも再度取得できる。
メタルパネルも真っ暗になり認識できなくなるので、取得するステージ・タイミングを間違うとクリアすることが難しくなる。
1人プレイ時にミスするとムーンパネルの効果は消失し、そのラウンドの再プレイとなる。
アタックパネル
オレンジ地に白ヌキでパチンコの自動打ち出しハンドルのようなマークの絵柄（ラウンドによっては色が違うものもある）。中心を通過すると、プレイヤーの向いている方向に外壁まで飛ばされる。この時敵にぶつかると、敵を倒すことが出来、かつ2倍の得点が得られる。また、アイテムを取ると、これも2倍の効果・得点を得られる（スターパネルの獲得数も2倍になる）。1回弾かれるごとに100pts。なお、2人同時プレイで片方のプレイヤーに弾き飛ばされた場合も、飛距離こそ短いがこのパネルと同様の効果となる。
効果を発揮してから一定時間はパネルが回転し続け、その時にはどの方向からパネルに乗っても、最初と同じ方向に飛ばされる。パネルが回転状態のまま一定時間が経過すると、通常パネルになる。回転状態の時にパネルをめくることで、何度でも再利用が可能。
スペシャルボーナスパネル
アタックパネルが点滅している物。中心を通過すると、プレイヤーの向いている方向に画面の外まで飛ばされる。そしてスターパネルが大量に入手できるボーナスステージに行ける。1回弾かれるごとに100pts。

#### その他のパネル
エネミーパネル
正方形の渦のような絵柄で、色はステージにより異なる。敵の数が一定数以下の時にこのパネルがあると、敵が1体湧き出てくる。湧き出た後は通常パネルになる。湧き出てくる敵はそのラウンドの敵と違う色の場合もある。
湧き出る際のエフェクトはラウンド開始時と同様である（ジャンパーなら空から降ってくるなど）。
メタルパネル
いわゆるブロック。外壁と同様、敵をぶつけて倒すのに使える。プレイヤー、敵キャラクターは上に乗ることは出来ないが、一部の敵（もしくは制限時間経過後の大半の敵）はこのパネルを破壊することが出来る。また、アタックパネルの効果で飛ばされている時にこのパネルにぶつかっても破壊できる。しかし、破壊しなくても、他のパネルと同様にパネルをめくることでこのパネルを画面から消すことも出来る。
ごく一部のステージではこのパネルに囲まれて歩いて入れない場所があり、そこには大量のルーレットパネルなど有益なものがある場合が多い。進入するにはパネルを破壊するか、特定のテクニックでパネルの間をすり抜けていく必要がある。
ガレキパネル
メタルパネルが壊れた跡。通常パネルと同じように通過できるようになる。
ロックパネル
四隅を鋲で留められたパネル。これ以上めくることが出来なくなる。アーティストの出るラウンドはたいていの場合最後の層が全てこのパネルである。
イラストパネル
アーティストに落書きされたパネル。これ以上めくることが出来なくなるが、サンパネルによって封印を解除することが出来る。1人プレイ時にミスするとイラストはすべて消去される。絵柄はステージによって異なるが、機能的な違いはない。

### 裏面 (Extra Quinty)
セレクト・スタートボタンを押しながらFC本体の電源を入れると、タイトル画面右上に赤文字で"EXTRA"と表示される。この状態でゲームをスタートすると、裏面をプレイすることができる。多数の裏面オリジナルステージや強化されたボスが登場し、難易度は表面より高い。
裏面は表面と同じく全100ラウンドがあるが、表面と違い、ラウンド1からラウンド100までを必ず順番にプレイしていかなければならない。
当時双葉社から発売されていた攻略本「クインティ必勝攻略法」では、裏面はアーケードゲーム感覚でハイスコアをめざして遊んでほしいという主旨の開発者コメントが掲載されている。実際、スター獲得枚数カウントがなくなり、点数によりスピードアップ (+1UP) が行われるので、序盤からハイスコアを意識してプレイしなければクリアは難しい。

## 設定

### ストーリー
主人公は人形の国に住むカートン少年。3人の兄と妹のクインティと仲良く暮らしていたが、カートンに恋人ジェニーができて事態は一変。クインティは「大好きなお兄ちゃんを取られてしまう」という思い込みから嫉妬心を抱く。3人の兄たちはジェニーに恋心を抱き、クインティと共謀してジェニーを誘拐する。カートンは友人のパートンと共に、ジェニーを救い出すために立ち上がった。

### ステージ構成
ステージ
ステージは全部で10ある。ゲーム開始時はそのうちの8つから攻略するステージを任意に選ぶことが出来る。この8ステージを全てクリアすると、9ステージ目（キャッスルステージ）、そして最終ステージ（天空の城ステージ）に進むことが出来る。
各ステージは10のラウンドからなり、ラウンド10にはボスが待ち構えている。ボスを倒すとステージクリアとなり、ステージ選択画面に移る。10ラウンド×10ステージで全100ラウンドから構成される。
敵キャラクター
敵キャラクターの攻撃方法は、基本的に体当たりのみである。敵に当たると1ミスとなる。敵キャラクターを転ばせると1回につき10ptsが入手できる。
1ステージに登場する敵キャラクターは（ボスを除いて）基本的に1種類であるが、それぞれに色違いが数種類あり、行動や倒した時の得点が違う。しかし、ボスキャラクターも含め倒す方法は同じである。
各ラウンドには表示されないものの制限時間がある。制限時間が過ぎてもプレイヤーの残機数が失われることは無いがBGMが早くなり、敵の移動速度が速くなる上、主人公の動きが段階的に遅くなる。また行動が変化して強くなるなどしてクリアが困難になる。制限時間は各ラウンドごとに異なり、中にはラウンドスタート直後（3 - 4秒後）に時間切れで敵が襲ってくるステージもある。
ボス
各ステージのラウンド10にはボスが居る。ボスは主人公カートンの兄もしくはクインティの魔法によって強化されたザコ敵である。
カートンの兄達は、プレイヤー達に向かってパネルを投げつけてくる。これに当たると1ミスとなる。当然、体当たりされてもミスとなる。

## 敵キャラクター

### レストランステージ
ウォークマン
ただ歩くだけしかできない。難易度の高いラウンドは、目印としてBGMがアクロバットのものに変わっている。
緑
プレイヤーに近付いてくるが、こちらが動かなければ体当たりすることなく方向転換して逃げてしまう。制限時間後はその特性がなくなる。倒すと90pts。
オレンジ
プレイヤーを追いかけてくる。緑と違い逃げることなく体当たりしてくる。180pts。
ピンク
プレイヤーをしぶとく追いかけてくる。420pts。
青
弾き飛ばした時に倒せなかった場合、2匹のキッドに分裂する。分裂せず倒せた場合のみ990pts。
キッド
小さいウォークマン。小さいため、弾き飛ばすと遠くまで飛んでいく。80pts。
ボスはおらず、ジェニーが長男のプラムにさらわれるというデモを見るだけ。

### ピラミッドステージ
ジャンパー
スキップをするようにジャンプしながら移動する。ジャンプ中はパネルをめくっても弾き飛ばない。制限時間後はどの種類も赤ジャンパーと同じ動きをする。
ピンク
適当に跳ね回っている。150pts。
オレンジ
跳びながら近付いてくる。290pts。
緑
転ばされると後ろ向きジャンプをしながら主人公から逃げ回るが、時に襲い掛かってくる。プレイヤーが近くに居ないと腕を組み立ち止まる。310pts。
赤
滞空時間が長いが、飛距離が一定のため着地の地点が分かりやすい。590pts。
裸
隠しキャラクター。あるステージのエネミーパネルから登場する。出現させることも倒すことも難しい。70,000pts。
ボス：次男・セカム
ジャンプしつつ、パネルを投げつけてくる。10,000pts。

### ミュージアムステージ
アーティスト
放っておくと通常パネルの上に絵を描きだす。絵が完成すると、イラストパネル（後述）になる。絵を描いている最中にパネルをめくって弾き飛ばすと、そのパネルはイラストパネルにならずにすむ。また、画面内の全てのパネルがイラストパネルかロックパネルとなり、パネルを1枚もめくれない状態になると、画面内の敵キャラクターが全滅してステージクリアになる上に70,000pts及び1UPが得られる。制限時間後は通常パネルに片っ端から絵を描きながら（描く速度も上昇）主人公を追ってくる。
アーティストの出る全てのラウンドでは、アタックパネルとスペシャルボーナスパネルが出現しない。
ピンク
いろいろな絵を描く。ステージによって、また制限時間前と後で描く絵が異なる。120pts。
青
イラストマンの絵を描く。ピンクより早く絵を描く。敵の数が5体以下になると、1枚の絵から1体ずつ、6体になるまでイラストマンが現れる。1度イラストマンが出た絵からは2度とイラストマンは現れない。980pts。
イラストマン
青アーティストの描いた絵から登場。ただプレイヤーを歩いて追いかけるだけ。1人プレイ時にミスすると再スタート時に消滅する。30pts。制限時間後に倒すとスコアが大幅に上がる。
ボス：青アーティスト強化版
イラストマンではなく、自分の絵を描く。敵キャラクターの数が減ると、絵から青アーティスト強化版が現れる。

### コテージ ステージ
プランプ
大柄で、パネルをめくって弾き飛ばしてもあまり動かない。制限時間の長さが2パターンしかなく、ステージのBGMでわかるようになっている。そのためか、プランプの出るラウンドにはタイムパネルが一切出現しない。
白
弾き飛ばされた後、四股を踏んで、攻撃を受けた方向に一気にパネルをめくる。190pts。
紫
弾き飛ばされた後、着地する時に攻撃を受けた方向とその反対側に一気にパネルをめくる。プランプ(白)と違い、弾き飛ばした時に小さく跳ね上がり、飛ぶ距離も短いため倒しづらい。440pts。
ボス：三男・トライ
ジャンプしつつ、パネルを投げつけてくる。5,000pts。

### タワーステージ
アクロバット
高いジャンプができる。制限時間後はジャンプの滞空時間が短くなり、かつ徐々に近づくようになる。
茶色
主人公が近付くとジャンプする。ジャンプは垂直ではなくプレイヤーに徐々に近づいてくる。480pts。
赤
自分の乗っているパネルがめくられる瞬間に垂直にジャンプする。サンパネルなどの攻撃も避けられてしまう。倒すにはアタックパネルを使うか、着地の瞬間を狙ってパネルをめくる必要がある。480pts。
ボス：赤アクロバット強化版
移動速度が速い。裏面（ラウンド40）では更に加速している。

### シアターステージ
バレリーナ
斜めに動き、壁にぶつかると反射するように方向転換。壁にぶつかるたびに移動速度が上がるが、弾き飛ばされると最初のスピードに戻る。最高速度になるとスピンして休憩する。スピン姿勢のまま倒すと1UPのボーナス。制限時間後はどのバレリーナも赤と同じ動きをする。スピンはしない。
オレンジ
プレイヤーの位置に関係なく動く。250pts。
ピンク
動きはオレンジと同じだが、メタルパネルを破壊する。450pts。
赤
主人公を追うように、弧を描きながら動く。350pts。
ボス：赤バレリーナ強化版
移動速度が速い。裏面（ラウンド20）では更に加速している。

### クラブステージ
スイマー
外壁をプールサイドに見立ててプレイヤーの居る列・行に移動し、パネルを水面に見立てて、泳ぎながら動く。また、泳いでいる時は後ろのパネルをめくりながら移動する。制限時間切れになると、普通に立ち上がって追ってくる。
緑
泳ぐ時は直線。メタルパネルにぶつかると方向転換。240pts。
青
主人公ににじり寄ってくるように泳ぐ。メタルパネルの上に乗ることが出来る。720pts。
ボス：次男・セカム
分身の術で2体同時に襲ってくる。片方を倒せばもう片方も消えるが、裏面では2体とも倒す必要がある。20,000pts。

### マッシュルームステージ
ミミー
プレイヤーの行動とシンクロする。プレイヤーがレバー入力した（してる）時に移動する黄色と自機が動いてる時に移動する赤色の2種。向きを変えたときも移動し、プレイヤーが壁やメタルパネルに対峙していてもレバーを入れていれば両者とも移動する。移動時は基本的にプレイヤーを追いかける。プレイヤーがめくり動作をするとマネしてその場でめくり動作をする。
制限時間切れになると、めくり動作以外のシンクロをやめ、移動速度が急に上がってプレイヤーを追ってくる。その際、進路にメタルパネルがあると破壊せずにめくる。なお、制限時間切れになる前に警告音が鳴る。2P同時プレイ時に片方がやられると同時にやられているマネもする。
黄色
プレイヤーがレバー入力・めくり動作を行うとワンテンポ遅れてから行動する。プレイヤーがアタックパネルに弾かれている時はレバー入力をしないと動かない。650pts。
赤
プレイヤーがレバー入力・めくり動作を行うと同時に行動する。プレイヤーがアタックパネルに弾かれている時はレバー入力関係無しに動く。560pts。
ボス：長男・プラム
ジャンプしつつ、パネルを投げつけてくる。他のキャラクターと違い画面を斜めにジャンプすることができるので、非常に追い詰めにくい。15,000pts。

### キャッスルステージ（第9ステージ）
ここまでの8ステージを全てクリアすると、このステージに挑戦することが出来る。ラウンド1 - 8は、これまでに登場した敵キャラクターが登場する。ラウンド10はオートデモで、プレイヤーがクインティによって天空の城へ連れて行かれる。
ボス：長男・プラム
滞空時間がとても長いジャンプをする。着地する一瞬しか攻撃できるチャンスがないので、非常に倒しづらい。15,000pts。

### 天空の城ステージ（最終ステージ）
コサック
コサックダンスのように足を前に突き出してパネルをめくる。
青
プレイヤーを追撃中にメタルパネルに相対するとメタルパネルをめくる。攻撃するとパネルをめくる。330pts。
ピンク
プレイヤーとの距離がパネル1枚分になるとパネルをめくる。810pts。
ボス：末妹・クインティ
ジャンプしながら、プレイヤーをさまざまな敵キャラクターに変身させる魔法を使う。パネルをめくってきたり、体当たり攻撃をするなど、臨機応変に攻撃してくる。70,000pts。負けると泣き崩れる。

## 北米版での主な変更点
設定・名前の変更
ストーリーと各キャラクターの名称が一新され、Bon-Bon（ボンボン、日本版のカートン）とNon-Non（ノンノン、日本版のパートン）が、自身の悪夢の世界に囚われたCandy（キャンディ姫、日本版のジェニー）を救い出すという内容になった。あわせて、各敵キャラクターの役どころも「キャンディ姫を眠りから覚ますまいとする人形達」というものに変更された。
敵キャラクターの名称はそれぞれ下記のように対応している。以下、各敵の変更点は日本版の名称で解説する。
- Moko-Moko - ウォークマン
- Dragon - ジャンパー
- Vinci - アーティスト
- Sumo - プランプ
- Toby - アクロバット
- Tako - バレリーナ
- Wasser - スイマー
- Mira - ミミー

なお、イラストマン、コサック、プラム、クインティに相当するキャラクターには固有の名称が与えられておらず、トライとセカムは登場しない。
キャラクターデザインの変更
タイトル画面がクインティと各敵キャラクターの集合画像になっている。日本版とは全く毛色の異なる絵柄だが、原画およびドット絵は日本版を手がけた杉森建が担当した。これが海外のスタッフに好評だったため、これを元に別のイラストレーターによりパッケージイラストが描き起こされた。
このパッケージイラストが北米版における各キャラクターデザインのベースとなり、マニュアル内のキャラクター紹介でも使用されている。日本版とは意匠、設定が大きく変更され、イラスト中の本来クインティであるキャラクターはMira（日本版のミミー）とされた。ただし、これら北米版イラスト上での変更点はゲーム中のドット絵には反映されていない。
ラウンドの構成変更・差し替え
大半のラウンドのパネル層が少なくなり、それに伴いスターパネル・エネミーパネル・ロックパネル等の配置数が減っている。ボーナスステージの構成・順番も変更されている。
一部のラウンドが裏面のものに差し替えられ、裏面の11・16・73・98・99などと同じ構成のラウンドが終盤のステージで登場する。
一部のパネルの絵柄変更
- タイムパネル：砂時計の絵→漢数字の「伍」
- ルーレットパネルの10スター：STARS、顔付きの星→STAR、中に「10」と書かれた星

敵の特徴の変化
- 青ウォークマンとキッドが緑ウォークマンと同様の方向転換をするようになった。
- 赤アクロバットの滞空時間が短くなった。
- アーティストの落書きで、裸体がセーラー服に差し替えられている。

ステージボスの変化
- コテージステージ：トライ→クインティ
- タワーステージ：赤アクロバット→茶アクロバット
- クラブステージ：セカム→クインティ
- マッシュルームステージ：プラム→クインティ
- キャッスルステージ：プラム強化版→プラム（配色が赤から黄緑色になっている）
- 天空の城（ラウンド9）：プラム強化版

変更されたクインティの使用する魔法はそのステージに登場した敵に変身する魔法1種類のみ。

## 移植版
| No. | タイトル                    | 発売日            | 対応機種                                                          | 開発元             | 発売元   | メディア                              | 型式 | 備考                  |
| --- | --------------------------- | ----------------- | ----------------------------------------------------------------- | ------------------ | -------- | ------------------------------------- | ---- | --------------------- |
| 1   | クインティ                  | 2014年7月2日      | Wii U                                                             | ゲームフリーク KID | バンナム | ダウンロード （バーチャルコンソール） | -    | 2020年6月25日配信終了 |
| 2   | ナムコットコレクション      | 2020年6月18日     | Nintendo Switch                                                   | B.B.スタジオ M2    | バンナム | Switch専用ゲームカード ダウンロード   | -    |                       |
| 3   | NAMCO MUSEUM ARCHIVES Vol.2 | INT 2020年6月18日 | Nintendo Switch（日本国外） PlayStation 4 Xbox One Windows(Steam) | B.B.スタジオ M2    | バンナム | ダウンロード                          | -    | NES版を収録           |

スーパーファミコン版
1999年にスーパーファミコン版のリメイクがニンテンドウパワーで発売される予定だった。その後Wiiのバーチャルコンソールにて配信される予定だったが、こちらも未配信に終わった。2024年にゲームフリークがデータ漏洩に見舞われ、その漏洩の中にこのスーパーファミコン版が含まれていた。

## 開発
本作の音楽を担当した増田順一は、当初はファミリーコンピュータと同じCPUを搭載していたApple IIを使用してソフトの解析などを行っており、その後ファミリーベーシックの解析を始める事となる。その後コンピュータプログラマーとして就業していた増田は、会社で通常業務を行い帰宅後に本作の音楽を製作していた。週末には会社になる前のゲームフリークに出向き、田尻智らと共にデータの落とし込み作業を行っていた。
当初は7×5に区切られたマスの上を歩くキャラクターを誘導してゴールを目指すゲームとして開発されていたが、原案者が途中で参加しなくなったため、田尻が仕切り直して製作する事となった。田尻は当初の案を気に入っていなかったため、敷き詰められたパネルという設定のみ流用し、それ以外のゲーム性は大幅に変更する事となった。開発期間はおよそ3年弱におよび、ナムコからの発売が決定してからはスタッフは寝ずに作業する事態に陥ったという。また、安いファミリーコンピュータ用のカセットを購入し、中のロムを外してクインティのデータを焼いたロムに差し替える事や、当時主流であったパソコンPC-9801とエプソン製の互換機の2台を接続して並列処理のような事を行っていた。
完成したゲームは田尻が当時好んでいたメーカーであるナムコに持ち込まれる事となった。

## 音楽
サウンドトラック
- 『ゲームサウンドミュージアム特別編　クインティ』（SDEX-0033、サイトロン・デジタルコンテンツ）
ユーゲー2005年3月号の付録として製作された。当時メガハウスが展開していたCDつき食玩「ゲームサウンドミュージアム」の一環企画であるが、同社がリリースしていた「ナムコット編」には組み込まれず、独立した「特別編」とされた。8cmCDに全21曲を収録。

## スタッフ
- プロデュース、ディレクト、ゲーム・デザイン：田尻智
- プログラム：新改裕二
- 音楽：増田順一
- キャラクター・デザイン：杉森建
- フロアー・デザイナー：丸山傑規
- アシスタント・プログラマー：郡山昭仁
- キャラクター・デジタイズ：杉森建、丸山傑規
- 効果音：新改裕二、増田順一、郡山昭仁
- スペシャル・サンクス：石原恒和、野々村文宏、とみさわ昭仁、佐々木勝、兵頭誉志、ひらいしとしゆき、粕川由紀、藤原秀行、Kindle Imagine Develop

## 評価
- ゲーム誌『ファミコン通信』の「クロスレビュー」では合計27点（満40点）[13]、『ファミリーコンピュータMagazine』の読者投票による「ゲーム通信簿」での評価は以下の通りとなっており、21.41点（満30点）となっている[1]。同誌1991年5月10日号特別付録の「ファミコンロムカセット オールカタログ」では、「パネルや敵が種類豊富で、色んな展開が楽しめる」、「特殊パネルのバラエティの多さがゲームをより楽しくさせている」と紹介されている[1]。

| 項目 | キャラクタ | 音楽 | 操作性 | 熱中度 | お買得度 | オリジナリティ | 総合  |
| 得点 | 4.01       | 3.43 | 3.44   | 3.42   | 3.41     | 3.70           | 21.41 |

- 任天堂の宮本茂は本作に関して、「このゲームを作ったヤツはできる!」と評している[5]。

- ゲーム情報サイト『iNSIDE』にてライターの臥待弦は、本作のゲームシステムにはパズル的要素がある事を指摘し「戦略を組み立てる楽しさも味わえます」と評価した他、操作性の良さを指摘した上で「立ち回りがハマって見事なクリアを達成した際は、爽快感も格別でした」と称賛した[14]。その他にもグラフィックや音楽、2人用プレイが交代プレイと同時プレイが選択できる事に関して「両方を選択可能なゲームは珍しい存在」であったと称賛した[14]。また総括として本作を新感覚のパネルめくりアクションと評した上で「名作アクションとして忘れられない一作となりました」と絶賛した[14]。

## 関連作品

### 漫画版
JICC出版局（現：宝島社）から発行されていた雑誌「ファミコン必勝本」誌上で、本作のキャラクターデザインを担当した杉森建により漫画化された。連載が長期にわたる中でキャラクターが成長し、次第にキャラクターの頭身やデザイン、コスチューム等が原作のものから変更されていった。
1990年発行の「ファミコン必勝本」vol.3に読みきり版が掲載され、vol.12以降連載化。「HIPPON SUPER!」へのリニューアル、「必本スーパー!」への改題を経ても続けられ、1995年7月号で連載終了。
単行本化の予定があったが当時は実現せず、のちに2014年、作品集「杉森建の仕事」に連載当時の判型を崩すことなくフルカラー収録された。同書には上記の必本版の他、ファミコン必勝本増刊号掲載の読み切り漫画、ファミリーコンピュータマガジン掲載の特集記事中に描かれた、ゲームの前日譚漫画も雑誌掲載当時のままの形で収録されている。

### テレビ広告
発売日前後にテレビ広告がうたれるのは今も昔も変わらないが、本作品に限っては、吉本興業のタレント面々によるテレビ広告が1989年を通して流れ続けた（多少編集によるバージョン違いあり）。ちなみに1989年にナムコが発売したファミリーコンピュータソフトは、『クインティ』（6月27日）を初めとして、『ドラゴンニンジャ』（7月14日）、『天下一武士 ケルナグール』（7月21日）、『ファミスタ'89 開幕版!!』（7月27日）、『スプラッターハウス わんぱくグラフィティ』（7月31日）、『ファミスタ'90』（12月19日）、『マッピーキッズ』（12月22日）、となっていた。
また本作の発売時には、当時発行されていたゲームビデオマガジン『ファミマガビデオ（徳間書店）』と『ナムコ究極マニュアル（GTV、CBSソニー）』にて、制作者の田尻智本人の出演による本作の製作過程の解説やメイキング映像の公開などもされた。

## 関連書籍
クインティ必勝攻略法（ファイティングスタジオ編著、田尻智ゲーム監修 / 双葉社〈ファミリーコンピュータ必勝攻略シリーズ70〉）
1989年7月10日初版 ISBN 4575151378
杉森建の仕事「クインティ」から「ジェリーボーイ」「ポケットモンスター」25年間の作品集（ニンテンドードリーム編集部編 / 徳間書店）
2014年5月31日初版 ISBN 978-4-19-863806-1